# Kaizu
Kaizu (海津市 Kaizu-shi?) es una ciudad ubicada en Gifu, Japón. Al 1 de abril de 2018, la ciudad tenía una población estimada de 34,960 y una densidad de población de 310 personas por km², en 12,167 hogares. El área total de la ciudad era de 112,03 kilómetros cuadrados (43,3 mi²). La mayor parte de la ciudad está ubicada al nivel del mar y es conocida por los diques que rodean el área.

## Geografía

### Clima
La ciudad tiene un clima caracterizado por veranos cálidos y húmedos e inviernos suaves (clasificación climática de Köppen Cfa). La temperatura media anual en Kaizu es de 15.4 °C. La precipitación media anual es de 1773 mm con septiembre como el mes más lluvioso. Las temperaturas son más altas en promedio en agosto, alrededor de 27.7 °C, y el más bajo en enero, alrededor de 4.3 °C.

## Demografía
Según los datos del censo japonés, la población de Kaizu alcanzó su punto máximo en el año 2000 y ha disminuido constantemente desde entonces. 
| Año del censo | Población |
| ------------- | --------- |
| 1970          | 31,206    |
| 1980          | 37,671    |
| 1990          | 40,811    |
| 2000          | 41,204    |
| 2010          | 37,941    |

## Ciudad hermanada
- Avondale, Arizona, Estados Unidos,[6] desde el 12 de mayo de 1993